# Ehrenfels Gáspár Pál
Ehrenfels Gáspár Pál (? – Nagyvárad, 1792. augusztus 23.) kanonok.

## Élete
Pozsonyi kanonok és a magyarországi elemi iskolák főfelügyelője; 1777 körül a Helytartótanács tanügyi bizottságának vezetője volt, és ő szólította föl Révai Miklóst magyar tankönyvek készítésére.
1792-ben 7000 forintot adományozott az irgalmasrendnek, valamint 4 (más források szerint 6) ágyat a kórháznak.

## Munkái
Sätze aus der allgemeinen Einleitung in die Staatswissenschaft, aus der Polizey und Handlungswissenschaft, welche nach den Vorlesungen… Joseph Straller… vertheidigen wird. Tyrnau… 1771.